# Compañía Peruana Internacional de Aviación
La Compañía Peruana Internacional de Aviación, S.A., conocida como COPISA, era una aerolínea del Perú. 
Su base era el Aeropuerto  de Limatambo y más tarde el Aeropuerto Internacional Jorge Chávez. Creada en 1964, operó vuelos internacionales de pasajeros y carga entre 1966 y 1970.

## Antiguos destinos
| Países         | Destinos  | Aeropuertos                                                    |
| -------------- | --------- | -------------------------------------------------------------- |
| Estados Unidos | Miami     | Aeropuerto Internacional de Miami                              |
| Perú           | Iquitos   | Aeropuerto Internacional Coronel FAP Francisco Secada Vignetta |
| Perú           | Lima      | Aeropuerto Internacional Jorge Chávez (HUB)                    |
| Venezuela      | Maracaibo | Aeropuerto Internacional de La Chinita                         |

## Antigua flota
| Aeronaves                    | Total | Introducido | Retirado | Matrículas |
| ---------------------------- | ----- | ----------- | -------- | ---------- |
| Lockheed L-749 Constellation | 1967  | 1967        | 1970     | OB-R-898   |